# Federasyon Kupası 1957/58
Die Federasyon Kupası 1957/58 war die zweite und letzte ausgetragene Saison der Federasyon Kupası. Meister wurde zum zweiten Mal Beşiktaş Istanbul.

## Vorrunde

### 1. Vorrunde
| Datum            |                    | Ergebnis        |                  |
| ---------------- | ------------------ | --------------- | ---------------- |
| 09.11. 12:00 Uhr | Emniyet SK         | 2:0 n. V. (0:0) | Hasköyspor       |
| 09.11. 13:45 Uhr | Beyoğluspor        | 1:0 (0:0)       | Sarıyer SK       |
| 13.11. 12:00 Uhr | Adalet             | 6:0 (2:0)       | Süleymaniye SK   |
| 13.11. 13:45 Uhr | Kasımpaşa Istanbul | 5:0 (2:0)       | Davutpaşa SK     |
| 14.11. 12:00 Uhr | Vefa Istanbul      | 4:1 (1:0)       | Beylerbeyi SK    |
| 14.11. 13:45 Uhr | Beşiktaş Istanbul  | 8:2 (5:1)       | Feriköy SK       |
| 05.01. 12:30 Uhr | Ülküspor           | 3:2 (1:1)       | Göztepe Izmir    |
| 05.01. 14:30 Uhr | Karşıyaka SK       | 0:0 n. V.       | Izmir Kültürspor |

#### Entscheidungsspiel
| Datum            |              | Ergebnis  |                  |
| ---------------- | ------------ | --------- | ---------------- |
| 12.01. 12:30 Uhr | Karşıyaka SK | 3:1 (1:1) | Izmir Kültürspor |

### 2. Vorrunde
Zu den acht Siegern aus der 1. Vorrunde kamen 24 Vereine dazu.
| Datum            |                       | Ergebnis   |                    |
| ---------------- | --------------------- | ---------- | ------------------ |
| 02.11. 12:15 Uhr | Ankara Güneşspor      | 3:0 (1:1)  | Ankara Yolspor     |
| 02.11. 14:15 Uhr | MKE Ankaragücü        | 2:0 (1:0)  | Otoyıldırım        |
| 03.11. 12:15 Uhr | Gençlerbirliği Ankara | 2:0 (1:0)  | Hilâl Ankara       |
| 03.11. 14:15 Uhr | Ankara Demirspor      | 3:2 (2:1)  | Hacettepe          |
| 16.11. 12:00 Uhr | Beykozspor            | 2:0 (2:0)  | Taksim SK          |
| 16.11. 13:45 Uhr | Galatasaray Istanbul  | 10:0 (5:0) | Anadolu            |
| 17.11. 12:00 Uhr | İstanbulspor          | 7:1 (3:0)  | Eyüpspor           |
| 17.11. 13:45 Uhr | Fenerbahçe Istanbul   | 3:0 (2:0)  | Galata SK          |
| 23.11. 12:00 Uhr | Kasımpaşa Istanbul    | 1:0 (1:0)  | Karagümrük         |
| 23.11. 13:45 Uhr | Beşiktaş Istanbul     | 1:0 (0:0)  | Yeşildirek SK      |
| 24.11. 12:00 Uhr | Adalet                | 3:1 (1:0)  | Emniyet SK         |
| 24.11. 13:45 Uhr | Vefa Istanbul         | 5:4 (2:2)  | Beyoğluspor        |
| 04.01. 12:30 Uhr | Altınordu Izmir       | 2:0 (2:0)  | Egespor            |
| 04.01. 14:30 Uhr | Altay Izmir           | 1:0 (0:0)  | Yün Pamuk Mensucat |
| 12.01. 14:30 Uhr | Izmir Demirspor       | 3:2 (2:1)  | Izmirspor          |
| 26.01. 14:15 Uhr | Ülküspor              | 2:1 (2:0)  | Karşıyaka SK       |

## Hauptrunde
- Hinspiele: 2. April bis 6. April 1958
- Rückspiele: 12. bis 13. April 1958

|                    | Gesamt |                       | Hinspiel | Rückspiel |
| ------------------ | ------ | --------------------- | -------- | --------- |
| Beşiktaş Istanbul  | 7:3    | Gençlerbirliği Ankara | 3:2      | 4:1       |
| Kasımpaşa Istanbul | 2:4    | Ankara Güneşspor      | 1:1      | 1:3       |
| Ankara Demirspor   | 2:0    | Adalet                | 1:0      | 1:0       |
| Vefa Istanbul      | 4:1    | Izmir Demirspor       | 2:1      | 2:0       |
| Altay Izmir        | 2:2    | İstanbulspor          | 0:0      | 2:2 n. V. |
| MKE Ankaragücü     | 2:5    | Galatasaray Istanbul  | 0:1      | 2:4       |
| Beykozspor         | 2:1    | Altınordu Izmir       | 2:1      | 0:0       |
| Ülküspor           | 2:11   | Fenerbahçe Istanbul   | 0:4      | 2:7       |

### Entscheidungsspiel
| Datum            |              | Ergebnis  |             |
| ---------------- | ------------ | --------- | ----------- |
| 21.04. 15:30 Uhr | İstanbulspor | 3:0 (2:0) | Altay Izmir |

## Statistiken

### Abschlusstabelle (Gruppe Rot)
Punktesystem
Sieg: 2 Punkte, Unentschieden: 1 Punkt, Niederlage: 0 Punkte
| Pl. | Verein            | Sp. | S | U | N | Tore    | Diff. | Punkte |
| --- | ----------------- | --- | - | - | - | ------- | ----- | ------ |
| 1.  | Beşiktaş Istanbul | 6   | 5 | 0 | 1 | 014:500 | +9    | 10     |
| 2.  | İstanbulspor      | 6   | 3 | 0 | 3 | 009:800 | +1    | 06     |
| 3.  | Ankara Demirspor  | 6   | 3 | 0 | 3 | 006:110 | −5    | 06     |
| 4.  | Beykozspor        | 6   | 1 | 0 | 5 | 006:110 | −5    | 02     |

### Kreuztabelle
| 1957/58           | Beşiktaş Istanbul | İstanbulspor | Ankara Demirspor | Beykozspor |
| ----------------- | ----------------- | ------------ | ---------------- | ---------- |
| Beşiktaş Istanbul |                   | 4:2          | 4:1              | 4:1        |
| İstanbulspor      | 0:1               |              | 3:1              | 3:1        |
| Ankara Demirspor  | 1:0               | 1:0          |                  | 0:3        |
| Beykozspor        | 0:1               | 0:1          | 1:2              |            |

### Abschlusstabelle (Gruppe Weiß)
Punktesystem
Sieg: 2 Punkte, Unentschieden: 1 Punkt, Niederlage: 0 Punkte
| Pl. | Verein               | Sp. | S | U | N | Tore    | Diff. | Punkte |
| --- | -------------------- | --- | - | - | - | ------- | ----- | ------ |
| 1.  | Galatasaray Istanbul | 6   | 4 | 1 | 1 | 014:500 | +9    | 09     |
| 2.  | Vefa Istanbul        | 6   | 2 | 3 | 1 | 004:300 | +1    | 07     |
| 3.  | Fenerbahçe Istanbul  | 6   | 2 | 1 | 3 | 007:700 | ±0    | 05     |
| 4.  | Ankara Güneşspor     | 6   | 0 | 3 | 3 | 004:140 | −10   | 03     |

### Kreuztabelle
| 1957/58              | Galatasaray Istanbul | Vefa Istanbul | Fenerbahçe Istanbul | AKG |
| -------------------- | -------------------- | ------------- | ------------------- | --- |
| Galatasaray Istanbul |                      | 0:0           | 2:3                 | 7:0 |
| Vefa Istanbul        | 0:1                  |               | 1:0                 | 0:0 |
| Fenerbahçe Istanbul  | 1:2                  | 0:1           |                     | 2:0 |
| Ankara Güneşspor     | 1:2                  | 2:2           | 1:1                 |     |

### Torschützenliste
Bei gleicher Anzahl von Treffern sind die Spieler alphabetisch nach Nachnamen bzw. Künstlernamen sortiert.
| Rang | Name                   | Mannschaft           | Tore |
| ---- | ---------------------- | -------------------- | ---- |
| 01.  | Lefter Küçükandonyadis | Fenerbahçe Istanbul  | 10   |
| 01.  | Metin Oktay            | Galatasaray Istanbul | 10   |
| 03.  | Recep Adanır           | Beşiktaş Istanbul    | 9    |
| 04.  | Nazmi Bilge            | Beşiktaş Istanbul    | 7    |
| 04.  | Hilmi Kiremitçi        | Vefa Istanbul        | 7    |
| 04.  | Ahmet Özacar           | Beşiktaş Istanbul    | 7    |

## Finale

### Hinspiel
| Beşiktaş Istanbul                                         | Beşiktaş Istanbul | Galatasaray Istanbul | Galatasaray Istanbul |
| --------------------------------------------------------- | --- | --- | -------------------- |
| Beşiktaş Istanbul                                         | \| Finale (Hinspiel) \| \| 28. Juni 1958 um 17:00 Uhr in Istanbul (Mithatpaşa Stadı) \| \| Ergebnis: 1:0 (0:0) \| \| Schiedsrichter: Rudolf Roman \| \| Spielbericht \|                           | \| Finale (Hinspiel) \| \| 28. Juni 1958 um 17:00 Uhr in Istanbul (Mithatpaşa Stadı) \| \| Ergebnis: 1:0 (0:0) \| \| Schiedsrichter: Rudolf Roman \| \| Spielbericht \|                                     | Galatasaray Istanbul |
| Beşiktaş Istanbul                                         | Varol Ürkmez – Kamil Üzülme, Münir Altay, Celal Soydan, Özcan Esinduy – Ahmet Özacar, Gürcan Berk, Ahmet Berman, Recep Adanır – Coşkun Taş, Metin Erman Cheftrainer: Leandro Remondini ( Italien) | Turgay Şeren – İsmail Kurt, Ahmet Karlıklı, Candemir Berkman, Saim Tayşengil – Suat Mamat, Coşkun Özarı, Ergun Ercins, Kadri Aytaç – Metin Oktay, İsfendiyar Açıksöz Cheftrainer: George Dick ( Schottland) | Galatasaray Istanbul |
| Beşiktaş Istanbul                                         | 1:0 Recep Adanır (47., Elfmeter) | | Galatasaray Istanbul |
| Finale (Hinspiel)                                         | | |                      |
| 28. Juni 1958 um 17:00 Uhr in Istanbul (Mithatpaşa Stadı) | | |                      |
| Ergebnis: 1:0 (0:0)                                       | | |                      |
| Schiedsrichter: Rudolf Roman                              | | |                      |
| Spielbericht                                              | | |                      |

### Rückspiel
| Galatasaray Istanbul                                      | Galatasaray Istanbul | Beşiktaş Istanbul | Beşiktaş Istanbul |
| --------------------------------------------------------- | --- | --- | ----------------- |
| Galatasaray Istanbul                                      | \| Finale (Rückspiel) \| \| 29. Juni 1958 um 17:00 Uhr in Istanbul (Mithatpaşa Stadı) \| \| Ergebnis: 0:1 (0:1) \| \| Schiedsrichter: Rudolf Roman \| \| Spielbericht \|                                    | \| Finale (Rückspiel) \| \| 29. Juni 1958 um 17:00 Uhr in Istanbul (Mithatpaşa Stadı) \| \| Ergebnis: 0:1 (0:1) \| \| Schiedsrichter: Rudolf Roman \| \| Spielbericht \|                          | Beşiktaş Istanbul |
| Galatasaray Istanbul                                      | Turgay Şeren – İsmail Kurt, Ahmet Karlıklı, Candemir Berkman, Saim Tayşengil – Suat Mamat, Coşkun Özarı, Ergun Ercins, İsfendiyar Açıksöz – Metin Oktay, Kadri Aytaç Cheftrainer: George Dick ( Schottland) | Varol Ürkmez – Kamil Üzülme, Münir Altay, Celal Soydan, Özcan Esinduy – Yüksel Herat, Gürcan Berk, Ahmet Berman, Recep Adanır – Coşkun Taş, Metin Erman Cheftrainer: Leandro Remondini ( Italien) | Beşiktaş Istanbul |
| Galatasaray Istanbul                                      | 0:1 Coşkun Taş (42.) | | Beşiktaş Istanbul |
| Finale (Rückspiel)                                        | | |                   |
| 29. Juni 1958 um 17:00 Uhr in Istanbul (Mithatpaşa Stadı) | | |                   |
| Ergebnis: 0:1 (0:1)                                       | | |                   |
| Schiedsrichter: Rudolf Roman                              | | |                   |
| Spielbericht                                              | | |                   |

## Die Meistermannschaft von Beşiktaş Istanbul
| 1.                                  | Beşiktaş Istanbul |
| Vereinsemblem von Beşiktaş Istanbul | - Tor: Varol Ürkmez; Bülent Gürbüz - Abwehr: Münir Altay; Kamil Üzülme; Ali İhsan Karayiğit; Bahattin Baydar; - Mittelfeld: Özcan Esinduy; Celal Soydan; Sedat Kutlualp; Vedat Özdemir - Angriff: Metin Erman; Ahmet Berman; Nazmi Bilge; Coşkun Taş; Ahmet Özacar; Yüksel Herat; Recep Adanır; Güneş Atik; Erdoğan Ekin - Trainer: Leandro Remondini ( Italien) |